# Lochmaeocles zonatus
Lochmaeocles zonatus är en skalbaggsart som beskrevs av Dillon 1946. Lochmaeocles zonatus ingår i släktet Lochmaeocles och familjen långhorningar.
Artens utbredningsområde är Guyana. Inga underarter finns listade i Catalogue of Life.